# Falsettos
Falsettos es un musical de William Finn y James Lapine. La obra consta de March of the Falsettos y Falsettoland, las dos últimas entregas de un trío de musicales de un acto que se estrenaron fuera de Broadway (la primera fue In Trousers). La historia se centra en Marvin, quien ha dejado a su esposa para estar con su amante, Whizzer, y lucha por mantener unida a su familia. Gran parte del primer acto explora el impacto que su relación con Whizzer ha tenido en su familia. El segundo acto explora la dinámica familiar que evoluciona a medida que él y su exesposa planean el bar mitzvah de su hijo. Los temas centrales del musical son la identidad judía, los roles de género y la vida gay a fines de la década de 1970 e inicios de la de 1980, tratando el tema de la epidemia del VIH/sida.
Falsettos se estrenó en Broadway en 1992 y recibió siete nominaciones a los premios Tony, de las cuales ganó dos por mejor guion y mejor banda sonora. Posteriormente, fue reestrenado en Broadway en 2016 con Christian Borle y Andrew Rannells como protagonistas. El reestreno por su parte obtuvo cinco nominaciones a los premios Tony, incluido el de mejor reestreno. Tanto el elenco original como el del reestreno de 2016 actuaron en los Premios Tony. El musical recibió elogios de la crítica especializada por sus composiciones melódicas, humor, desarrollo de los personajes y representación positiva de estructuras familiares no tradicionales.

## Argumento

### Acto 1
En 1979, en la ciudad de Nueva York, Marvin ha dejado a su esposa Trina, por su amante Whizzer. Por recomendación de su exesposo, Trina visita al psiquiatra Mendel y le explica que tiene problemas para aceptar el final de su matrimonio y su fracaso por ser una esposa perfecta. Mendel se siente atraído por ella e intenta convencerla de que no tiene la culpa. En una sesión de terapia con Mendel, Marvin habla de su fallida relación con Trina y la preocupación de su nueva relación con Whizzer, ya que siente que sus sentimientos están disminuyendo y no es tan buena como él esperaba. Jason está preocupado de que debido a la orientación sexual de su padre, Marvin, él también resulte ser gay, por lo que sus padres le sugieren que reciba terapia de Mendel para calmar sus cambios de humor.
Marvin y Whizzer discuten por la falta de entusiasmo de Whizzer por la monogamia y el intento de Marvin de obligarlo a asumir el papel de amo de casa, mientras que a Trina le preocupa que Whizzer esté ocupando su lugar en la familia y tiene un colapso mental. Trina hace una llamada a Mendel para que vaya a su hogar y proporcione terapia a Jason. Después de pasar tiempo con ella a través de las sesiones de Jason, Mendel le propone matrimonio a Trina, lo que causa el enfado de Marvin que tras escuchar la noticia discute con Mendel.
Marvin intenta enseñarle a Whizzer cómo jugar ajedrez, pero tienen una pelea y deciden separarse. Tras la ruptura, Whizzer reflexiona sobre su vida y su relación con Marvin, decidiendo que ya no quiere vivir así. Mientras tanto, Trina y Mendel se mudan juntos y dan invitaciones de la boda. Marvin al recibir la invitación, tiene una discusión con Tina y la abofetea. Tras arruinar sus relaciones con Whizzer y Trina, Marvin intenta charlar con su hijo Jason, le pide perdón por las acciones que ha tomado y le afirma siempre estará allí para él.

### Acto 2
Han pasado dos años, Mendel y Trina se han casado, y los personajes conocen a sus vecinas, Charlotte, una internista, y Cordelia, una trabajadora de una empresa de cáterin kósher. Marvin y Trina comienzan a planificar el bar mitzvah de su hijo Jason, sin embargo no se ponen de acuerdo. Más tarde, todos los personajes se reúnen para ver el partido de béisbol de Jason. Marvin, al ver que su exnovio Whizzer también ha asistido a ver el partido, intenta coquetearle y pedirle una cita. Marvin y Trina siguen sin quedar de acuerdo sobre qué hacer con el bar mitzvah y tienen una pelea, lo que causa que Jason quiera cancelarlo.
Mientras tanto, Charlotte se da cuenta de que los jóvenes homosexuales de la ciudad llegan al hospital enfermos con una misteriosa enfermedad que nadie comprende. Whizzer vuelve a salir con Marvin y van a jugar ráquetbol juntos. Durante el juego, Whizzer se derrumba repentinamente y queda hospitalizado. En la habitación del hospital de Whizzer, todos se reúnen para animarlo. Charlotte les informa que Marvin puede estar contagiado y de que Whizzer no sobrevivirá, mientras que Trina junto a Mendel dan a Jason la opción de cancelar el bar mitzvah.
La enfermedad de Whizzer se vuelve terminal y decide enfrentar la muerte. De repente, todos irrumpen en la habitación del hospital, pues Jason decidió que quiere celebrar su bar mitzvah en la habitación del hospital de Whizzer. Al acabar la ceremonia, Whizzer se derrumba y es sacado de la habitación. Marvin queda solo en la habitación y se pregunta cómo hubiera sido su vida sin Whizzer, cuando Trina y Jason regresan, Marvin se derrumba. Finalmente, todos los personajes lloran la muerte de Whizzer.

## Antecedentes

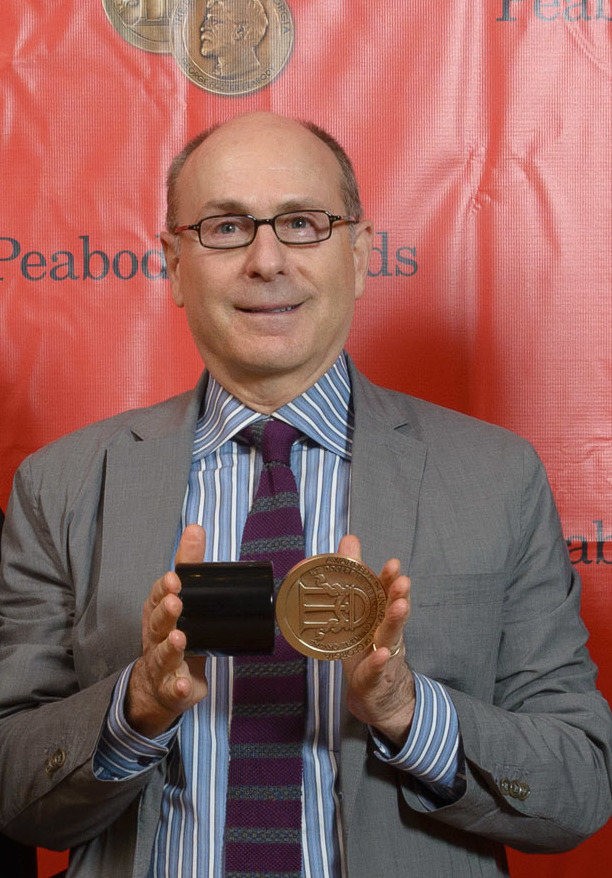
James Lapine, director y escritor del guion de Falsettos.

El compositor William Finn comenzó su carrera teatral con un musical de un acto In Trousers, que se centra en el personaje Marvin que cuestiona su orientación sexual. Se produjo dos veces en Playwrights Horizons fuera de Broadway, se estrenó en febrero de 1978 y nuevamente en diciembre de 1979. También se produjo fuera de Broadway en Second Stage Theatre en marzo de 1981. Después de que In Trousers recibió críticas desfavorables, Finn consideró abandonar el teatro musical y asistir a la escuela de medicina. Finn dijo que «si el crítico del Times en ese momento hubiera sido más serio, habría sido un debut considerable. Pero como no lo era, él sólo dijo que era basura». Finn tuvo problemas en sus clases de ciencias y desechó sus planes de la escuela de medicina para volver a escribir sobre el personaje de Marvin.
Finn pronto escribió las canciones para otro musical en un acto sobre Marvin y su familia, March of the Falsettos, colaborando con el director James Lapine para la escritura del guion. El musical se estrenó en Playwrights Horizons en abril de 1981 y se trasladó al Westside Theatre en octubre de 1981. March of the Falsettos recibió una recepción crítica más positiva que In Trousers. Ellen Pall de The New York Times escribió que «la trama brillante combinada con la actualidad absoluta de sus temas sociales sorprendió por primera vez a los críticos».
Casi una década después de March of the Falsettos, tras la epidemia del sida de la década de 1980, Finn creó Falsettoland. El musical concluyó la «Trilogía de Marvin» de Finn comenzando con In Trousers y March of the Falsettos. Falsettoland estrenó en Playwrights Horizons el 28 de junio de 1990. Ganó el premio Drama Desk por mejor letra en un musical en 1991.
Finn y Lapine luego combinaron March of the Falsettos y Falsettoland para formar un espectáculo de larga duración, titulado Falsettos, alterándolos ligeramente para formar un musical «más unificado y más coherente temáticamente». Al escribir ambos actos de Falsettos, Finn dio prioridad a hacer reír a la audiencia, ya que según su opinión «provocar risa es más desafiante que hacer llorar».

## Producción

### Producción original de Broadway

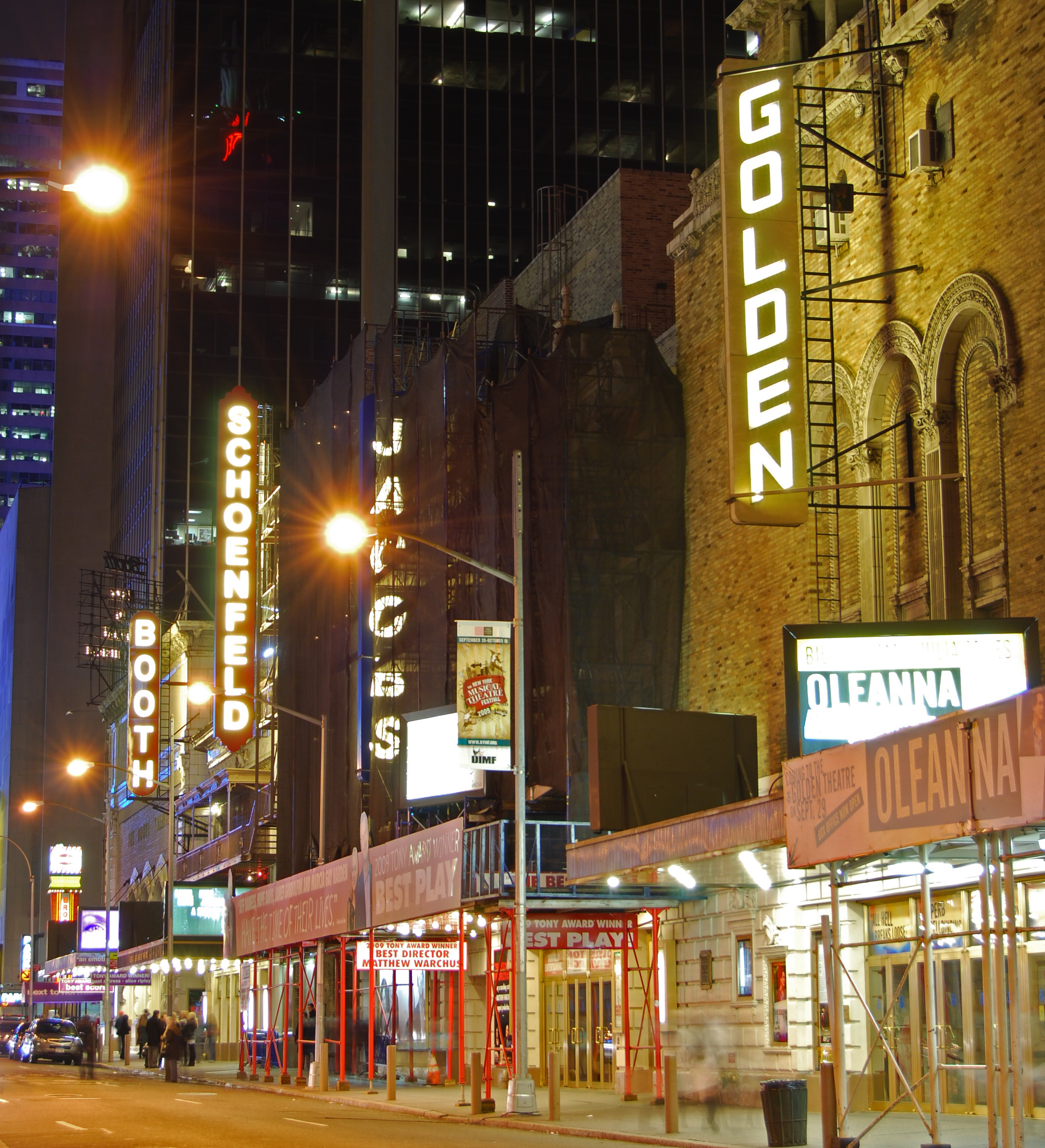
John Golden Theatre, lugar donde estrenó Falsettos en Broadway.

Falsettos estrenó en Broadway en el John Golden Theatre el 29 de abril de 1992 y cerró el 27 de junio de 1993, después de 487 funciones. Fue dirigido por James Lapine y producido por Fran y Barry Weissler. El elenco incluyó a Michael Rupert como Marvin, Stephen Bogardus como Whizzer, Barbara Walsh como Trina. Chip Zien como Mendel, Jonathan Kaplan como Jason, Heather MacRae como Charlotte, y Carolee Carmello como Cordelia. El diseño del escenario fue hecho por Douglas Stein, el vestuario por Ann Hould-Ward, el diseño de sonido por Peter J. Fitzgerald y la iluminación estuvo a cargo de Frances Aronson. En un principio el elenco y los productores no estaban seguros de si el espectáculo tendría éxito en Broadway, hasta que recibió una crítica positiva del escritor Frank Rich de The New York Times.
Falsettos, el último espectáculo de la temporada 1991-1992 de Broadway, tuvo un presupuesto de 957 000 dólares, el cual estaba por debajo de los estándares de Broadway. Los productores probaron varias estrategias de mercadeo para promover el musical. Con la esperanza de crear un logotipo fácilmente identificable, inspirados por el diseño minimalista de Cats, los productores utilizaron el trabajo del artista Keith Haring en el que dos adultos y un niño sostienen un corazón rojo brillante.

### Producciones australianas
En 1994, Sydney Theatre Company presentó una producción australiana dirigida por Wayne Harrison, con John O'May como Marvin, Gina Riley como Trina, Michael Smith como Mendel, Simon Burke como Whizzer, Valerie Bader como Charlotte y Sharon Millerchip como Cordelia. La producción realizó una gira, con Tony Sheldon y Michael Cormick ocupando los papeles de Mendel y Whizzer, respectivamente.
En 2014, Darlinghurst Theatre Company presentó un reestreno dirigido por Stephen Colyer. El reparto incluía a Tamlyn Henderson como Marvin, Katrina Retallick como Trina, Stephen Anderson como Mendel, Ben Hall como Whizzer, Elise McCann como Cordelia y Margi de Ferranti como Charlotte. La producción se presentó como parte del festival de Mardi Gras de Sídney durante febrero y marzo de 2014. Cassie Tongue de Aussie Theatre consideró a la producción australiana como una «señal prometedora de lo que vendrá» para la escena teatral de Sídney, además elogió al reparto y la coreografía.
En 2018, Falsettos presentó una producción en el Chapel off Chapel de Melbourne, dirigida por Tyran Parkle. La producción abrió el 31 de enero y cerró el 12 de febrero. Fue protagonizado por Don Winsor como Marvin, Sarah Shahinian, Sam Ward, Nick Simpson-Deeks y Ben Jason-Easton como Trina, Whizzer, Mendel y Jason respectivamente. El diseño del escenario fue realizado por Daniel Harvey, David Butler fue el director musical, la coreografía por Madison Lee, y el encargado de la iluminación fue Tom Davies.

### Reestreno de Broadway de 2016
El productor Jordan Roth anunció en febrero de 2015 que el musical se iba a reestrenar bajo la dirección de James Lapine en el tercer trimestre de 2016. El diseño del escenario incorporó un cubo hecho de bloques grandes que los personajes reorganizaron a lo largo del espectáculo. El reestreno comenzó a presentarse en Broadway en el Walter Kerr Theatre el 29 de septiembre de 2016 y se estrenó oficialmente el 27 de octubre. Christian Borle, Andrew Rannells, Stephanie J. Block y Brandon Uranowitz interpretaron a Marvin, Whizzer, Trina y Mendel, respectivamente. Tracie Thoms interpretó a Charlotte, Betsy Wolfe interpretó a Cordelia y Anthony Rosenthal fue Jason.
La producción cerró el 8 de enero de 2017. Se filmaron dos actuaciones el 3 y 4 de enero de 2017 para la serie de televisión Live from Lincoln Center y se emitieron el 27 de octubre de 2017. En 2018, Lapine anunció una gira del reestreno de Broadway de 2016 en Estados Unidos que inició en febrero de 2019 y terminó a fines de junio del mismo año. En la gira, Max von Essen, Eden Espinosa, Nick Adams y Nick Blaemire interpretaron a Marvin, Trina, Whizzer y Mendel, respectivamente.

### Producción de Londres de 2019
La productora Selladoor Worldwide anunció que iban a producir Falsettos en el The Other Palace de Londres, por una temporada limitada. La producción comenzó con las vistas previas a finales de agosto de 2019, antes de estrenar oficialmente el 5 de septiembre. El elenco incluía a Daniel Boys como Marvin, Laura Pitt-Pulford como Trina, Oliver Savile como Whizzer, Matt Cardle como Mendel, Gemma Knight-Jones como Charlotte y Natasha J Barnes como Cordelia. El papel de Jason fue compartido por Albert Atack, George Kennedy, Elliot Morris y James Williams. Cerró el 23 de noviembre de 2019.
Antes de que se inaugurara la producción, un grupo de más de 20 actores y dramaturgos judíos, entre ellos Miriam Margolyes y Maureen Lipman, firmaron una carta a los productores, preocupados por la falta de presencia judía dentro del elenco y los creativos. A pesar de esto, la recepción de la producción fue en su mayoría positiva, con elogios al elenco, la historia y la música, pero con críticas al diseño del escenario.

## Banda sonora
El álbum del elenco original fue lanzado por DRG Records en 1991. El 27 de enero de 2017 fue lanzado el álbum del reestreno de Broadway. El álbum alcanzó el puesto número dos en la lista Cast Albums de Billboard y el número 98 en la  Billboard 200, que recoge los discos más vendidos en los Estados Unidos. El canal PBS transmitió una actuación filmada del reestreno como parte de la serie Live from Lincoln Center el 27 de octubre de 2017. Para la grabación, las líneas de «I'm Breaking Down» y «A Day in Falsettoland» fueron cambiadas para eliminar improperios.
A continuación, se enlistan las canciones de la banda sonora del musical:
| Acto 1 |                                                                   |          |  |
| N.º    | Título                                                            | Duración |  |
| 1.     | «Four Jews In A Room Bitching»                                    | 3:23     |  |
| 2.     | «A Tight-Knit Family / Love Is Blind»                             | 5:59     |  |
| 3.     | «The Thrill Of First Love»                                        | 4:12     |  |
| 4.     | «Marvin At The Psychiatrist (A Three-Part Mini-Opera)»            | 6:00     |  |
| 5.     | «My Father's A Homo / Everyone Tells Jason To See A Psychiatrist» | 4:23     |  |
| 6.     | «This Had Better Come To A Stop»                                  | 2:50     |  |
| 7.     | «I'm Breaking Down»                                               | 4:48     |  |
| 8.     | «Please Come To Our House / Jason's Therapy»                      | 6:14     |  |
| 9.     | «A Marriage Proposal / A Tight-Knit Family (Reprise)»             | 3:45     |  |
| 10.    | «Trina's Song / March Of The Falsettos»                           | 6:44     |  |
| 11.    | «The Chess Game»                                                  | 3:33     |  |
| 12.    | «Making A Home»                                                   | 3:07     |  |
| 13.    | «The Games I Play»                                                | 2:45     |  |
| 14.    | «Marvin Hits Trina»                                               | 1:53     |  |
| 15.    | «I Never Wanted To Love You»                                      | 2:44     |  |
| 16.    | «Father To Son»                                                   | 4:01     |  |
| 66:21  |                                                                   |          |  |

| Acto 2 |                                                |          |  |
| N.º    | Título                                         | Duración |  |
| 1.     | «Falsettoland / About Time»                    | 4:12     |  |
| 2.     | «Year of the Child»                            | 4:12     |  |
| 3.     | «Miracle of Judaism»                           | 1:40     |  |
| 4.     | «The Baseball Game»                            | 4:44     |  |
| 5.     | «A Day in Falsettoland»                        | 7:39     |  |
| 6.     | «Everyone Hates His Parents»                   | 4:32     |  |
| 7.     | «What More Can I Say»                          | 4:15     |  |
| 8.     | «Something Bad Is Happening / More Raquetball» | 5:06     |  |
| 9.     | «Holding the Ground»                           | 2:34     |  |
| 10.    | «Days Like This»                               | 3:18     |  |
| 11.    | «Cancelling the Bar Mitzvah»                   | 3:32     |  |
| 12.    | «Unlikely Lovers»                              | 5:06     |  |
| 13.    | «Another Miracle of Judaism»                   | 1:07     |  |
| 14.    | «Something Bad Is Happening (Reprise)»         | 0:40     |  |
| 15.    | «You Gotta Die Sometime»                       | 3:03     |  |
| 16.    | «Jason’s Bar Mitzvah»                          | 5:08     |  |
| 17.    | «What Would I Do»                              | 4:06     |  |
| 18.    | «Falsettoland (Reprise)»                       | 1:17     |  |
| 66:11  |                                                |          |  |

## Temas

### Judaísmo

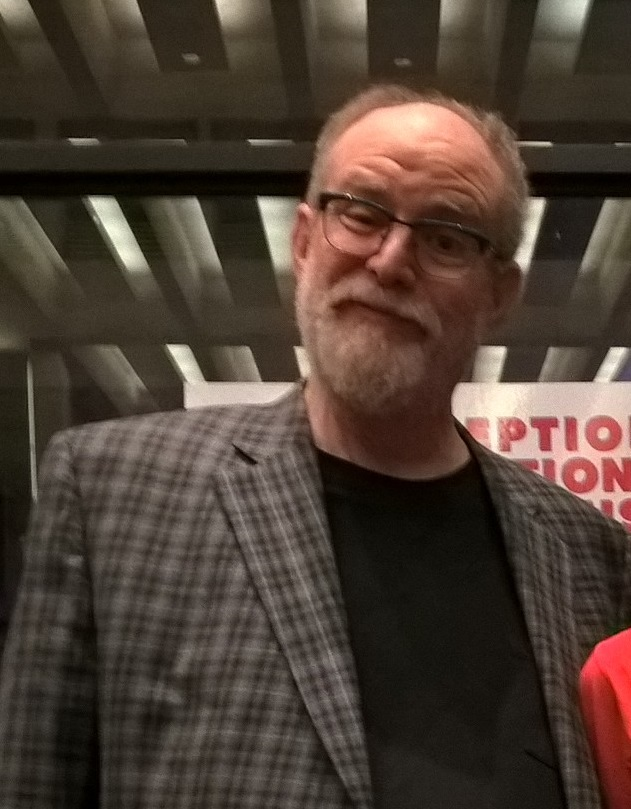
La educación de William Finn inspiró parte de los temas de Falsettos.

La cultura y la identidad judía juegan un papel importante en Falsettos. El musical usa un «ambiente a menudo humorístico de las neurosis judías y la autocrítica» sobre el judaísmo. Finn le dio al judaísmo un papel central en el musical, enfatizado al comenzar con la canción «Four Jews In A Room Bitching». El musical comienza con los cuatro personajes masculinos vestidos con ropa de la época bíblica para después quitarse las túnicas y usar ropa moderna.
El bar mitzvah de Jason es un punto importante de la trama y acentúa el tema de los personajes masculinos que maduran y se convierten en hombres. Jesse Oxfeld de The Forward escribió que el musical es una historia sobre las familias con un mensaje de acomodación y dedicación bastante judío. La canción «The Baseball Game» se burla de la falta de destreza atlética de los judíos estadounidenses.

### Epidemia de SIDA
Si bien Falsettos nunca menciona explícitamente las palabras VIH o SIDA, la enfermedad juega un papel importante en la segunda mitad del musical. Whizzer sufre la enfermedad y finalmente pierde la vida a causa de ella. El primer acto del musical tiene lugar en 1979, antes del inicio de la epidemia, y el segundo en 1981, año en que comenzó la epidemia. Este desarrollo da como resultado que el primer acto sea principalmente una comedia, pero el segundo sea principalmente una tragedia, por lo que la audiencia «entre riendo y salga llorando». Lapine describió a la epidemia de SIDA como «un marco de tiempo de nuestro pasado que se ha olvidado un poco» y que quería «mantener viva esa historia».
Finn describió a Falsettos como una «catarsis para las personas que han pasado por la epidemia del sida, así como para las personas que no la han pasado». La inclusión de personajes lésbicos como Charlotte y Cordelia es un homenaje a las lesbianas que ayudaron a los hombres gay durante la epidemia. Finn expresó que la inclusión de mujeres en la historia era primordial para el mensaje de la obra, y explicó que «la vida de los hombres gay tiene muchas mujeres en ellos. No deben ser ignoradas». Según los creadores, el reestreno de 2016 tenía en parte como objetivo educar a los jóvenes LGBT sobre la vida gay en la década de 1980 e inculcar un sentido de gratitud por la forma en que las opiniones sociales sobre las personas homosexuales y los tratamientos contra el VIH/SIDA han mejorado desde ese período.

### Masculinidad
Charles Isherwood de The New York Times afirma que las definiciones de masculinidad forman «un trasfondo agudo en el espectáculo». En el primer acto, Marvin intenta forzar a Whizzer a asumir el papel del «chico lindo dueño de casa», lo que hace que Whizzer se aleje de la relación. Jennifer Farrar del Daily Herald caracterizó las discusiones entre Marvin y Whizzer como «cargadas de testosterona». La canción «March of the Falsettos» es una oda a la inmadurez de los personajes masculinos y presenta a los tres personajes masculinos adultos cantando en falsete para que coincida con la voz de Jason.
Las luchas de Trina con los hombres de su vida también están simbolizadas cuando canta «I'm Breaking Down». Jesse Oxfeld de The Forward consideró a la escena donde Trina corta plátanos y zanahorias como una «combinación inusual pero apropiadamente fálica». El bar mitzvah de Jason es clave para representar la evolución de los personajes masculinos en la obra y Finn mencionó que no representaba sólo a un niño que se convierte en hombre, sino que todos los personajes masculinos se conviertan en hombres. Los críticos interpretaron el diseño del escenario del reestreno de 2016 como un reflejo de la inmadurez de los personajes, al representarse todo en forma de bloques de construcción para niños.

## Recepción

### Producción original
Frank Rich de The New York Times elogió la actuación de la noche de apertura de 1992 y la describió como «estimulante y desgarradora», además de hablar favorablemente del elenco, el humor y la profundidad emocional del musical. Calificó a la escena del bar mitvah de Jason como «una de las más conmovedoras que vas a ver en tu vida» y que es «un regalo del cielo del Sr. Finn y compañía que te hagan creer que el amor de alguna manera perdura». Joe Brown de The Washington Post alabó la química entre Marvin y Whizzer, y describió su relación de «sexualmente combativa». Brown también destacó el emotivo final al afirmar que el público «que comenzó la obra riendo a carcajadas, queda hecho jirones empapados de lágrimas».
Jeremy Gerard de Variety comentó que «llamar a Falsettos un musical sobre la vida gay en los tiempos modernos es también menoscabar su tremendo atractivo como una hazaña magistral de narración cómica y como una obra de teatro musical visionario». Gerard pensó que «Four Jews In A Room Bitching» era hilarante y elogió el ritmo del musical al opinar que «Lapine y Finn cuentan su compleja historia de manera asombrosa». Kim Hubbard de People caracterizó a Falsettos como un «musical de risas por minuto» y «una tragedia llena de esperanza». Sylvie Drake de Los Angeles Times calificó la actuación como una «asombrosa oda a la vida moderna» y señaló que el «virtuosismo del musical radica en su dominio de lo agridulce, y eventualmente lo trágico».
Clive Barnes de The New York Post escribió que el musical «traquetea como una dentadura postiza en un muñeco de ventrílocuo políticamente correcto». Douglas Watt del New York Daily News lo describió como «demasiado dulce y azucarado de lejos» y su trama como «pegajosa con el sentimiento», comparando el tono de Falsettos con el de una telenovela. Dan Dietz calificó el musical de «encomiable, pero débil y decepcionante en su ejecución».

### Reestreno de 2016

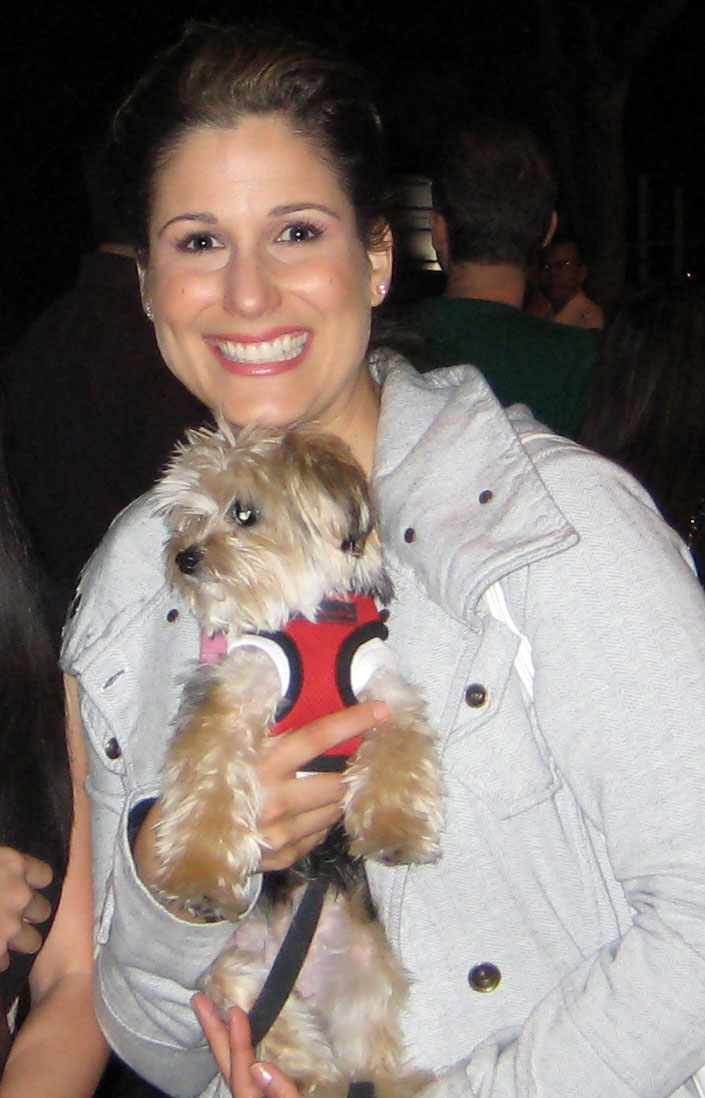
Stephanie J. Block recibió elogios de la crítica por su actuación como Trina.

Alexis Soloski de The Guardian calificó el espectáculo como «radicalmente íntimo» y elogió la profundidad emocional, el desarrollo de los personajes, y señaló que «cualquiera que se vaya sin derramar una lágrima puede querer ver a su oftalmólogo». Consideró el primer acto como más complejo que el segundo, al que describió como «más convencional» y con caracterizaciones menos intensas. Jesse Green de Vulture describió el final como «casi insoportablemente conmovedor». Chris Jones de The Chicago Tribune nombró a Falsettos como una obra maestra que «palpita con pasión y compasión». Alabó las actuaciones de Block, Thoms y Wolfe, y escribió que «el espectáculo se centra en los hombres en su estructura, pero las mujeres en este elenco son todas fuertes».
Linda Winer de Newsweek agradeció que Finn hiciera «letras enormemente citables y conversacionales que se enganchan en la garganta tan a menudo como se quedan en la mente». Winer se refirió a «Unlikely Lovers» como un «himno que asesina las emociones» y también describió a la escenografía del espectáculo como «un poco monótona», pero que servía como un «poderoso apoyo para la pasión de la obra». Marilyn Stasio de Variety caracterizó la música como «una fusión de melodías armoniosas con letras perspicaces» y calificó al elenco de «excelente» al elogiar la actuación de Block, especialmente en su interpretación de «I'm Breaking Down», que resumió como «cri de coeur que toca a todos los corazones» del público.
Charles Isherwood de The New York Times dijo que la actuación de Block está «mejor que nunca» y su interpretación en «I'm Breaking Down» es un aria que combina la furia, angustia y un colapso nervioso que da como resultado una actuación «delirantemente divertida y triste». También elogió la interpretación de Rosenthal como «maravillosa». Christopher Kelly de NJ alabó las actuaciones de Rannels y Block, opinando que la actuación de esta última en «I'm Breaking Down» logra «enviar al espectáculo a alturas tan vertiginosas que la audiencia tarda unos minutos en recuperarse». Sin embargo, criticó la actuación de Borle, la cual consideró como «demasiado seria». Melissa Bernardo de Entertainment Weekly describió a «The Baseball Game» como una «obra lírica cómica hecha por un genio».

## Premios y nominaciones
Falsettos ganó el premio a la mejor banda sonora original y al mejor guion de un musical en los premios Tony de 1992. El reestreno de 2016 por su partefue nominado a cinco premios Tony, incluido el de mejor reestreno de un musical. El elenco del reestreno de 2016 interpretó «A Day in Falsettoland» en la ceremonia de premiación de la 71.a edición de los premios Tony.

### Producción original de Broadway
| Año  | Premio               | Categoría                             | Nominado                      | Resultado | Ref.    |
| ---- | -------------------- | ------------------------------------- | ----------------------------- | --------- | ------- |
| 1992 | Tony Awards          | Mejor musical                         | Mejor musical                 | Nominado  | [ 124 ] |
| 1992 | Tony Awards          | Mejor guion de un musical             | William Finn y James Lapine   | Ganador   | [ 125 ] |
| 1992 | Tony Awards          | Mejor banda sonora original           | William Finn                  | Ganador   | [ 125 ] |
| 1992 | Tony Awards          | Mejor actor principal en un musical   | Michael Rupert                | Nominado  | [ 124 ] |
| 1992 | Tony Awards          | Mejor actor de reparto en un musical  | Jonathan Kaplan               | Nominado  | [ 124 ] |
| 1992 | Tony Awards          | Mejor actriz de reparto en un musical | Barbara Walsh                 | Nominado  | [ 124 ] |
| 1992 | Tony Awards          | Mejor dirección en un musical         | James Lapine                  | Nominado  | [ 124 ] |
| 1992 | Drama Desk Awards    | Mejor reestreno de un musical         | Mejor reestreno de un musical | Nominado  | [ 126 ] |
| 1992 | Drama Desk Awards    | Mejor actriz destacada en un musical  | Barbara Walsh                 | Nominado  | [ 126 ] |
| 1992 | Theatre World Awards | Theatre World Awards                  | Jonathan Kaplan               | Ganador   | [ 127 ] |

### Producción australiana de 1994
| Año  | Premio            | Categoría                          | Nominado     | Resultado | Ref.    |
| ---- | ----------------- | ---------------------------------- | ------------ | --------- | ------- |
| 1994 | Green Room Awards | Mejor artista femenina principal   | Gina Riley   | Ganadora  | [ 128 ] |
| 1994 | Green Room Awards | Mejor artista masculino de reparto | Tony Sheldon | Ganador   | [ 64 ]  |

### Reestreno de Broadway de 2016
| Año  | Premio                      | Categoría                                                   | Nominado                                                    | Resultado | Ref.    |
| ---- | --------------------------- | ----------------------------------------------------------- | ----------------------------------------------------------- | --------- | ------- |
| 2017 | Tony Awards                 | Mejor reestreno de un musical                               | Mejor reestreno de un musical                               | Nominado  | [ 129 ] |
| 2017 | Tony Awards                 | Mejor actor principal en un musical                         | Christian Borle                                             | Nominado  | [ 129 ] |
| 2017 | Tony Awards                 | Mejor actor de reparto en un musical                        | Andrew Rannells                                             | Nominado  | [ 129 ] |
| 2017 | Tony Awards                 | Mejor actor de reparto en un musical                        | Brandon Uranowitz                                           | Nominado  | [ 129 ] |
| 2017 | Tony Awards                 | Mejor actriz de reparto en un musical                       | Stephanie J. Block                                          | Nominado  | [ 129 ] |
| 2017 | Drama Desk Awards           | Mejor reestreno de un musical                               | Mejor reestreno de un musical                               | Nominado  | [ 130 ] |
| 2017 | Drama Desk Awards           | Mejor actor de reparto en un musical                        | Brandon Uranowitz                                           | Nominado  | [ 130 ] |
| 2017 | Drama Desk Awards           | Mejor actriz de reparto en un musical                       | Stephanie J. Block                                          | Nominado  | [ 130 ] |
| 2017 | Outer Critics Circle Awards | Mejor actor de un musical                                   | Christian Borle                                             | Nominado  | [ 131 ] |
| 2017 | Outer Critics Circle Awards | Mejor actor de reparto en un musical                        | Andrew Rannells                                             | Nominado  | [ 131 ] |
| 2017 | Outer Critics Circle Awards | Mejor actriz de reparto en un musical                       | Stephanie J. Block                                          | Nominado  | [ 131 ] |
| 2017 | Drama League Awards         | Mejor reestreno de un musical de Broadway o de Off-Broadway | Mejor reestreno de un musical de Broadway o de Off-Broadway | Nominado  | [ 132 ] |
| 2017 | Drama League Awards         | Desempeño distinguido                                       | Christian Borle                                             | Nominado  | [ 132 ] |

### Producción australiana de 2018
| Año  | Premio            | Categoría                          | Nominado           | Resultado | Ref.    |
| ---- | ----------------- | ---------------------------------- | ------------------ | --------- | ------- |
| 2019 | Green Room Awards | Mejor artista masculino de reparto | Nick Simpson-Deeks | Ganador   | [ 133 ] |
| 2019 | Green Room Awards | Mejor sonido                       | Marcello Lo Ricco  | Nominado  | [ 133 ] |
| 2019 | Green Room Awards | Mejor dirección musical            | David Butler       | Nominado  | [ 133 ] |
| 2019 | Green Room Awards | Mejor dirección                    | Tyran Parke        | Nominado  | [ 133 ] |

### Producción de Londres de 2019
| Año  | Premio       | Categoría                                                      | Nominado      | Resultado | Ref.    |
| ---- | ------------ | -------------------------------------------------------------- | ------------- | --------- | ------- |
| 2020 | Offie Awards | Mejor actuación masculina en un papel secundario en un musical | Oliver Savile | Nominado  | [ 134 ] |